# 오시리스(행성)
HD 209458 b는 약 150 광년의 거리에 자리한 태양과 비슷한 항성인 HD 209458를 공전하는 외계 행성이다. 1999년 발견되었다. 오시리스라는 비공식적인 별칭으로 불리기도 한다.
궤도 반지름은 700만 km로 수성의 궤도 반지름의 8분의 1에 해당하는 정도이다. 이로 인해, 1년은 약 3.5일 정도 밖에 되지 않으며, 표면 온도는 대략 섭씨 약 1000˚C에 달할 것으로 추측된다. 질량은 지구의 약 220배 정도(목성의 약 0.7배)로 추측되며, 이로 미루어보아 목성형 행성일 것으로 예상된다.
2007년 4월 10일 애리조나주의 로웰 천문대의 천문학자 트래비스 바먼이 허블 우주 망원경의 측정 결과 및 새로운 이론 모형을 적용, HD 209458 b의 대기에 수증기가 존재한다는 증거를 발표하였다. 그러나 이후 미국 항공 우주국 고다드 우주 비행 센터 소속 제레미 리처드슨 연구진이 HD 209458 b의 대기를 연구한 결과 수증기는 존재하지 않는 것으로 드러났다.

## 발견 역사

### 항성면 통과
1999년 5월 분광학적 연구를 통해 항성 HD 209458 주위 행성의 존재를 최초로 증명했다. 천문학자들은 행성을 거느리고 있는 항성 여럿을, 행성이 항성 앞을 지나가면서 빛을 일정량 가려 어두워지는 것을 발견할 수 있으리라는 기대감을 갖고 측광학적으로 정교하게 관측해 왔었다. 다만 이런 현상이 관측되기 위해서는 행성의 공전 궤도면이 우리 시선과 평행하게 형성되어야 하며, 당시까지는 이런 사례는 발견되지 않았다.
David Charbonneau와 그레고리 W. 헨리가 이끄는 연구진이 독립적으로 HD 209458의 앞을 행성이 통과하고 있음을 증명했으며, 따라서 HD 209458 b는 통과법으로 발견된 최초의 행성이 되었다. 1999년 9월 9일, 16일 Charbonneau 팀은 항성의 빛이 1.7퍼센트 줄어듦을 발견했다. 뒤이어 11월 8일 헨리 팀도 같은 현상을 발견했다. 행성 통과는 약 3시간 동안 계속되었으며 통과 중 행성은 항성 표면의 약 1.5퍼센트를 가렸다.
HD 209458은 히파르코스 위성이 여러 차례 관측해 왔기 때문에 천문학자들은 b의 공전 주기를 3.524736일로 매우 정확하게 계산할 수 있었다.

### 분광기 이용
분광기를 이용, b의 질량이 목성의 0.69배임을 알 수 있었다. 트랜싯 현상과 분광기 관측 두 개의 방법이 맞물려, 이전까지는 알 수 없었던 외계 행성의 정확한 질량과 반지름을 알 수 있었다. b의 반지름은 목성보다 35퍼센트 더 컸다.

### 직접 관측
2005년 3월 22일 미국 항공우주국은 스피처 우주 망원경을 이용, b에서 나오는 적외선을 검출하는 데 성공했다고 발표했는데 이는 외계 행성에서 나오는 빛을 직접 감지한 최초의 사례였다. 항성은 지속적으로 밝기가 유지되므로 행성이 앞을 지나가면서 가리는 빛을 원래 광도에서 뺐고, 이 차이가 행성이 뿜는 열임을 이용했다. 이 관측으로부터 나온 새로운 관측값으로부터 행성의 유효 온도는 적어도 섭씨 750도(화씨 1300도)임이 밝혀졌다. HD 209458 b의 공전 궤도가 원형임도 다시금 검증되었다.

### 스펙트럼 관측
2007년 2월 21일 미국 항공우주국과 네이처 지는 HD 209458 b를 외계 행성 역사상 직접 스펙트럼을 관측한 두 행성 중 하나라고 발표했다(다른 하나는 HD 189733 b이다). 과학자들은 뜨거운 항성의 열기가 행성의 대기에 영향을 미치기 때문에 스펙트럼으로부터 생명체의 증거를 이끌어 낼 수는 없을 것으로 여겨 왔다. 미국 항공우주국 고다드 우주 비행 센터 소속 제레미 리처드슨 연구진은 HD 209458 b의 대기를 7.5 ~ 13.2 마이크로미터 영역에서 스펙트럼상으로 연구하였다. 연구 결과는 여러 측면에 있어 기존의 이론적 예상과 어긋나 있었다. 스펙트럼은 수증기의 존재를 의미하는, 10 마이크로미터 영역에서의 피크(최고점)를 보여주리라 예상되었으나 해당 피크는 나타나지 않았고 이는 b의 대기에 기체 상태 물이 없음을 의미하는 것이었다. 대신 9.65 마이크로미터에서 예상치 못한 피크가 나타났는데, 관측자들은 이를 규산염 먼지로 이루어진 구름의 존재를 나타내는 것이라고 예상했다. 7.78 마이크로미터에서 또다른 예상 밖의 피크가 검출되기도 하였다.

## 물리적 특성

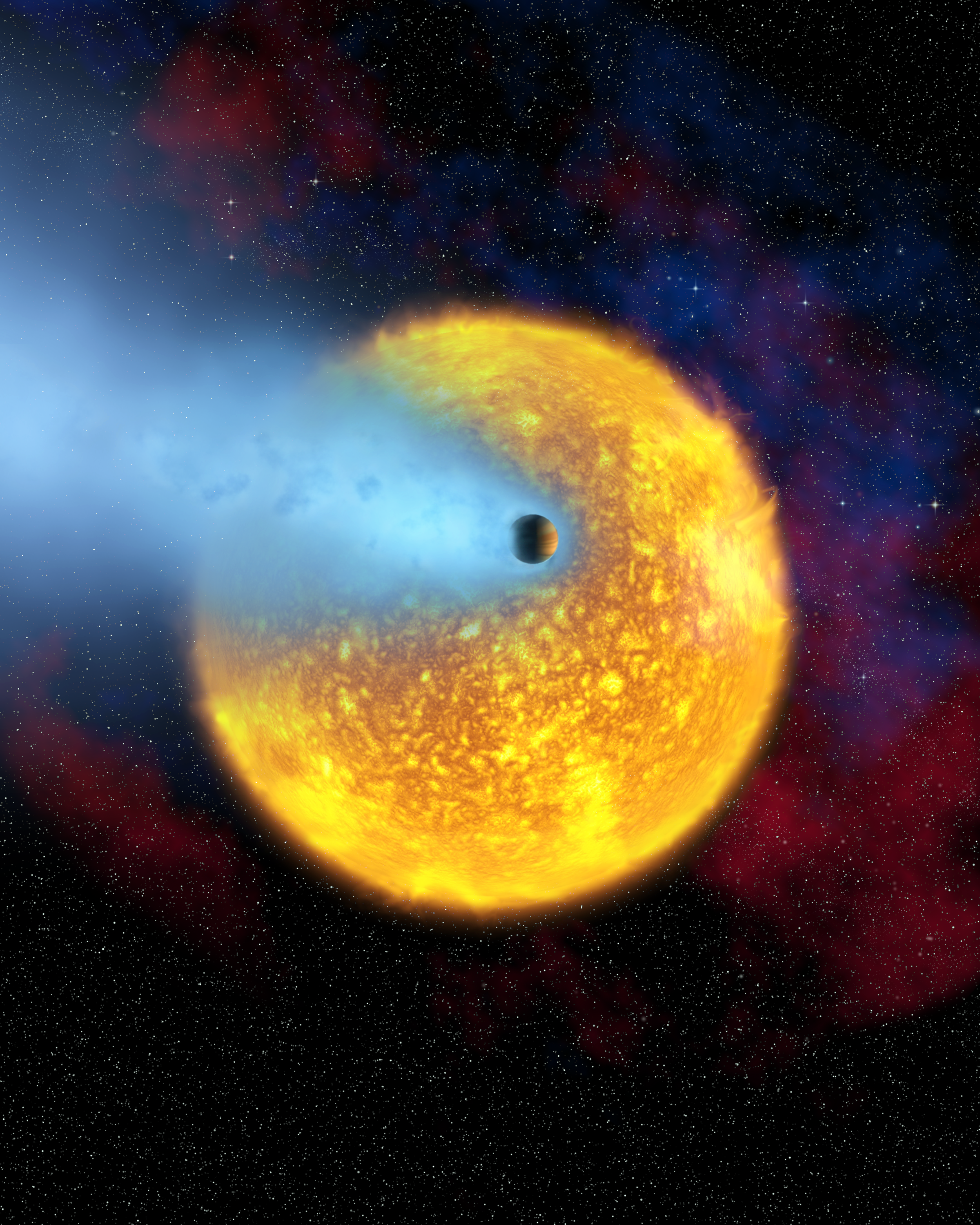
HD 209458 b의 모습을 상상한 것. b의 뒤로 행성의 대기를 구성하고 있던 수소, 탄소, 산소 원자들이 꼬리 모양을 이루면서 탈출하고 있다.

이전부터 뜨거운 목성들은 항성에 가까이 붙어 있기 때문에 대기 상층부가 가열되어 부풀어 있을 것이라는 가설이 있어 왔다. 궤도 이심률(행성 탄생 초기 이심률은 지금보다 컸을 것이다) 때문에 생기는 조석열 또한 지난 수십억 년 동안 행성이 가열되는 데 한몫을 담당했을 것이다.

### 성층권과 상층부 구름
행성 중심으로부터 1.29 목성반경이 되는 부분의 대기 압력은 1 바이다.
압력이 33+/-5 밀리바가 되는 지점의 대기는(아마도 수소일 것이다) 청명하게 맑으며 레일리 산란 효과가 감지된다. 이 지점의 온도는 2200+/-260 켈빈이다.
지구궤도를 선회하는 망원경 MOST의 관측 결과 이 행성의 알베도는 30퍼센트 이하였는데, 이를 통해 이 행성을 인간의 눈으로 볼 경우 매우 어둡게 보일 것임을 예상할 수 있다.(이전까지 관측되었던 기하학적 알베도는 3.8 ± 4.5 퍼센트였다.) 목성의 반사율은 52퍼센트이다. 반사율로부터 HD209458 b의 상층 대기 구름층은 목성보다 반사율이 낮은 물질로 구성되어 있거나 혹은 구름이 전혀 없는 상태로 추측된다. 지금까지의 모형에 따르면 대기 상층부와 뜨겁고 압력 높은 맨틀 위 기체층 사이에는 좀 더 차가운 성층권이 형성되어 있다. 이를 통해 어둡고 불투명하고 뜨거운 구름층이 행성을 덮고 있으리라 예상할 수 있다. 구름의 성분은 분광형 M의 적색 왜성 상층 대기에서 발견되는 바나듐과 산화 티타늄일 것으로 보이며, 현재로서는 톨린이 포함되어 있을 가능성도 배제할 수 없다. 레일리 산란을 보이는 가열된 수소는 성층권 꼭대기에서 안정되며, 구름층 중 흡수성 있는 부분은 안정 수소층 위에 있으며 압력은 25 밀리바이다.

### 외기권
2001년 11월 27일 허블 우주 망원경이 HD 209458 b의 성층권 꼭대기를 전후한 고도에서 소듐 성분을 감지했다. 이는 우리 태양계 바깥 행성의 대기 성분을 분석한 최초 사례이다. 사라 시거는 2001년 후반기에 소듐 성분 검출을 예상했었다. 소듐이 가장 강하게 검출되는 선(線)은 대기압 50 밀리바 ~ 1 마이크로바 영역에 걸쳐 있었다. 이는 HD 189733 b에서 발견된 소듐 양의 3분의 1 정도에 해당되는 관측값이다.
2003년에서 2004년에 걸쳐 천문학자들은 허블 우주 망원경 이미징 분광사진기를 이용하여 행성 주위에 거대한 타원체를 형성하고 있는, 10,000 켈빈 온도로 가열되어 있는 수소, 탄소, 산소 층을 발견했다. 이 온도에서 입자속도의 맥스웰-볼츠만 분포에 따르면 탈출 속도보다 빠르게 움직이는, 확연한 원자의 ‘꼬리’가 형성되며, 행성은 1초에 약 1억 ~ 5억 (1–5×108) 킬로그램에 이르는 수소를 우주 공간으로 날려 보낸다. 상기 대기층을 통과하는 항성의 빛을 분석한 결과 보다 무거운 탄소 및 산소 원자들은 수소 대기가 증발하면서 생기는 극렬한 ‘유체역학적 항력’ 때문에 행성으로부터 불려 날아가고 있었다. 행성으로부터 도망가는 이 수소 꼬리 흐름의 길이는 대략 20만 킬로미터(이는 지구와 달 사이 거리의 절반 정도이다)로, 행성의 지름과 대충 비슷한 길이이다.
이런 대기 탈출 현상은 태양과 비슷한 항성을 0.1 천문단위 이내 거리를 두고 붙어 도는 외계 행성들에서 흔히 발견되는 것으로 생각된다. HD 209458 b는 어머니 항성이 죽음을 맞는 50억 년 후까지 전체 질량의 7퍼센트 정도를 잃을 것으로 추측된다.

### 수증기의 존재 여부
2007년 4월 10일 로웰 천문대 소속 트래비스 바먼은 HD 209458 b의 대기에 수증기가 포함되어 있다고 발표했다. 이전에 출판되었던 허블 우주 망원경 응용 논문 및 이론적 모형을 조합한 결과 바먼은 행성 대기 내 물의 흡수선이 있다는 유력한 증거를 찾아냈다. 그의 모형은 행성이 항성 앞을 지나가면서 항성의 빛이 행성 대기를 통과하여 우리 눈에 들어오는 현상을 이용한 것이었다. 그러나 이 가설은 아직도 검증 과정 중에 있다.
바먼은 하버드 대학교 재학생 히더 넛슨이 허블 우주 망원경을 이용하여 측정한 자료를 응용, 가설을 세웠으며 행성 대기 내 물 흡수선 존재를 보여줄 새로운 이론적 모형을 만들었다. b는 항성을 3.5일 주기로 한 바퀴 돌고 있기 때문에 3.5일마다 한 번씩 행성 대기를 뚫고 지구 관측자 눈에 들어오는 빛을 이용, 행성 대기가 빛을 어떻게 흡수하는지를 분석할 수 있다.
관측 결과 요약에 따르면 외계 행성 대기 내 물 흡수선과 같은 경우, 적외선 영역 일부를 통해 관측했을 때 가시광선 스펙트럼 때보다 행성의 겉모습이 더 커 보이게 만든다고 한다. 바먼은 넛슨의 HD 209458 b에 대한 허블 망원경 자료를 넘겨 받았고 이 값들을 그의 이론적 모형에 적용했고, 그 결과 행성 대기 중 물 흡수선이 있다는 주장을 내세웠다.
2007년 4월 24일 천문학자 다비드 샤르보뉴는 망원경에 물의 흡수선이 보이는 것으로 착각하게 만드는 변수가 존재한다고 주장했다. 그는 추가적인 연구를 통해 망원경의 관측 자료 신빙성을 검증할 수 있다고 주장했다.

## 같이 보기
- 페가수스자리 51 b
- 고래자리 YZ
- HAT-P-11 b
- 목동자리 타우 b